# Виллерт, Лиза
Ли́за Ви́ллерт, Ли́са Ви́льерт (исп. Liza Willert; настоящее имя Элисабет Марго Шрайтер Кастаньон, исп. Elizabeth Margot Schreiter Castañón; 31 декабря 1939, Мехико, Мексика — 10 июля 2009, Мехико) — мексиканская актриса театра и кино, а также мастер дубляжа.

## Биография
В 1960-е играла в театре, критика прочила ей блестящую карьеру при условии, что этому не помешают превратности коммерциализации мексиканского театра (исп. si las veleidades del teatro comercial que padecemos se lo permiten). В дальнейшем, уже став известной актрисой, продолжала участвовать в некоммерческих постановках небольших театральных коллективов: критик Хуан Мигель де Мора видел в этом признак подлинной любви актрисы к театральной сцене.
Дебютировала в кино в 1973 году и с тех пор снялась в 42 фильмах и телесериалах, в том числе в сериале «Мачеха» (2005), где она сыграла одну из своих успешных ведущих ролей — роль главной прислуги особняка Сан-Роман. Много работала в области дубляжа.
Умерла от рака.

## Фильмография

### Актриса

#### Мексиканские фильмы
- 1975 — Каменщик
- 1977 — Назад, назад, назад
- 1992 — Предательство

#### Теленовеллы телекомпанииTelevisa
- 1980 — Певица — Матильде
- 1982 — Габриэль и Габриэла
- 1982 — Люби меня всегда — Гуделия
- 1987 — Дикая Роза — медсестра Кандиды Линарес
- 1996 — В плену страсти — Карлота
- 1997 — Без тебя — профессорша Торрес
- 1997 — Секреты Алехандры — Сестра Сориано
- 1998 — Камила — Доктор Абасоло
- 1998 — Ложь — Сестра Хильберт
- 1999 — Ради твоей любви — Рохана
- 1999 — Росалинда — Хеорхина
- 2000 — Обними меня крепче — Клементина
- 2002 — Путь любви — Касера
- 2003 — Немного блошек
- 2003 — Ночная Мариана — Хуанита Лопес
- 2003 — Твоя история любви — Луиса
- 2004 — Руби — Карла Нурсе
- 2004 — Весёлая больница — Сестра Абстинесия
- 2005 — Мачеха — Ребекка Роблес
- 2005 — Соседи — дама
- 2008 — Роза Гваделупе — Ортенсия
- 2008 — Железная душа — Сидрония
- 2008 — Благородные мошенники — актриса
- 2008 — Клянусь, что люблю тебя — Касера
- 2008 — Осторожно с ангелом
- 2009 — Они… радость дома — гостья

#### Мексиканские сериалы свыше 2-х сезонов
- 1985 — Женщина, случаи из реальной жизни (1985—2007, 22 сезона) — 15 сезонов (2000-06)

### Мастер дубляжа
- 1987 — Иствикские ведьмы — Александра Медфорд (Шер)
- 1999 — Земля любви — Жанет (Анжела Виейра)
- 2002 — Дети шпионов 2: Остров несбывшихся надежд — бабушка (Холланд Тейлор)
- 2002 — Земля любви, земля надежды — Луиса (Фернанда Монтенегру)
- 2006 — Венера — Валери (Ванесса Редгрейв)